# Баклашинское муниципальное образование
Баклашинское муниципальное образование — муниципальное образование в составе 
Шелеховского района Иркутской области.
Административный центр — село Баклаши.

## Границы
Согласно закону «О статусе и границах муниципальных образований Шелеховского района Иркутской области» 

«…На севере граница Баклашинского муниципального образования проходит по границе Шелеховского района по кварталам Шелеховского военного лесничества 35 (ч), 36(ч), 37(ч), 38(ч), 39(ч), 41; далее по границе ЗАО «Ангарское», включая кварталы 142,139,140,145,148,6,7,8. На северо-востоке граница Баклашинского муниципального образования проходит по р. Иркут, по границе ЗАО Ангарское со смежеством с ФГОУ СПО «Иркутский агротехнический техникум» до границы г. Шелехова. На востоке граница Баклашинского муниципального образования проходит по границе г. Шелехова до полосы отвода ВСЖД, огибая отстойники ЗАО «Кремний», до северной границы квартала 28 Шелеховского сельского лесхоза. На Юге граница проходит по северной стороне кварталов 3, 2, 1, 8, 7, 6, 5, 4 Олхинского лесничества; по кварталам 5, 3, 2, 1, 6, 12, 19 Мотского лесничества, не включая их, далее пересекая р. Иркут до восточного угла квартала 181 Шаманского лесничества. Западная граница проходит по сторонам кварталов 181, 180, 179, 164, 157, 131, 108, 83, 82 Шаманского лесничества не включая их; далее, включая кварталы 86, 85, 84, 83, 79, 78, 76, до границы Шелеховского района. На северо-западе граница проходит по границе Шелеховского района по кварталам 76 (ч), 65 (ч), 56 (ч), 57 (ч) Шелеховского военного лесничества вниз по р. Еловка до пересечения с кварталом 35 (ч).».

## Населенные пункты
В 2013 году образован посёлок Чистые Ключи.
В состав муниципального образования входят населенные пункты:
- Пионерск
- Введенщина
- Баклаши